# Gilbert Bodart
Pour les articles homonymes, voir Bodart.
Gilbert Bodart dit « le Gil », né le 2 septembre 1962 à Ougrée dans la province de Liège, est un footballeur international belge, qui évoluait au poste de gardien de but, avant d'ensuite devenir entraîneur.
Il a joué 470 matches officiels avec le Standard de Liège: il se réclame l'héritier du portier Jean-Marie Pfaff et est apparu dans la série qui lui est consacré: "De Pfaffs".
Son neveu, Arnaud Bodart, est également gardien de but au FC Metz.

## Biographie

### Carrière de joueur

#### En club
Fils de Jean Bodart (lui-même également gardien au RFC Liège et à l'Union Saint-Gilloise), Gilbert fait ses débuts dans le monde du football enfant (bien qu'il se destine au départ au tennis), avec le petit club local de la ville de Verlaine (dans la banlieue de Liège), avant d'entrer en 1976 au centre de formation du grand club de sa province natale, le Standard de Liège.
Il fait ses débuts avec les pro en 1981, et reste avec le club liégois jusqu'en 1996. En 1995, il se classe deuxième au suffrage élisant le soulier d'or derrière Paul Okon.
En 1996, Bodart rejoint les finalistes de la dernière Coupe UEFA, à savoir les Français des Girondins de Bordeaux, où il ne reste qu'une saison avec à la clé une quatrième place, suffisante pour être élu meilleur gardien de but du championnat français. Cette saison, il perd également en finale de la Coupe de la Ligue contre Strasbourg aux tirs au but.
Il retourne l'année suivante au Standard pour une saison avant de rejoindre l'Italie et le Brescia Calcio, puis Ravenne. Il termine sa carrière sur un dernier contrat au KSK Beveren en 2001-2002.

#### En sélection
Il n'est monté sur le terrain que 12 fois en 10 ans en tant que Diable Rouge, en concurrence avec Michel Preud'homme et Jean-Marie Pfaff, et étant le plus souvent réserviste (il a donc en tout regardé 88 rencontres internationales depuis le banc de touche).
Il est notamment deux fois sélectionné par Guy Thys pour participer aux coupes du monde de 1986 au Mexique et de 1990 en Italie.

### Carrière d'entraîneur
Il arrête sa carrière de joueur en 2001 au KSK Beveren pour commencer comme entraineur au RCS Visé en 2002. Il a également été entraîneur de La Louvière jusqu'au 21 février 2006. Il a quitté son poste après son implication dans le scandale des matches truqués.
Il entraîne ensuite Wevelgem City en première provinciale, n'hésitant pas, exceptionnellement, à remplacer lui-même son gardien blessé. Le 17 juillet 2008, il rejoint le Domaine des grottes de Han sur Lesse pour intégrer l’équipe marketing en tant que relations publiques. En même temps, il devient entraîneur d'une autre équipe de première provinciale, la RJ Rochefortoise.
En mars 2010, il revient au football en acceptant la proposition d'entraîner l'équipe du village de Limont, alors en troisième provinciale (P3A, province de Liège). Il entraine ensuite le RFC Tilleur en P1 liégeoise durant la saison 2011-2012. Il est ensuite engagé au RRFC Montegnée pour la saison 2012-2013. Malheureusement, il sera remercié à la fin de septembre 2012 à la suite de son jugement dans l'affaire des grottes de Han. Début novembre, le "Gil" retrouve de l'embauche en Hesbaye au sein du club du RSC Haneffe, voisin de USH Limontoise.

En 2023 il devient le parrain de l'académie ARF (Académie respect Football) aux côtés de Serge Kimoni

### Vie extra-sportive
Le 21 août 2008, il est placé sous mandat d’arrêt et incarcéré à la prison de Dinant dans le cadre d'un trafic de fausse monnaie. Il a également été appréhendé à la suite de sa complicité dans un braquage intervenu dimanche 17 août 2008 au Domaine des grottes de Han, où il travaillait.
À la mi-décembre 2008, la chambre des mises en accusation de Liège ordonne la libération de Gilbert Bodart dans le cadre du trafic de fausse monnaie. Il reste cependant détenu pour le braquage des Grottes de Han. Le 30 décembre, la chambre des mises en accusation lève également son mandat d'arrêt concernant cette deuxième affaire. Bodart est alors libérable à condition de verser une caution de 5 000 euros (dans le cadre de l'affaire de fausse monnaie) dont il s'acquitte le lendemain. Il sort ainsi de prison le 31 décembre 2008, bien qu'il reste inculpé dans les deux affaires.
En mars 2011, Gilbert Bodart est serveur à la brasserie le Central sur la Grand-Place de Huy.
En septembre 2012, il est finalement condamné à trois ans et demi de prison avec sursis pour complicité dans l'affaire du braquage. Il a également reconnu avoir participé à une expédition punitive en février 2007.
Il a menacé de mort son ancien collègue Eric Gerets.
En mars 2024, Gilbert Bodart tente de se suicider en se jetant dans la Meuse à Huy. Devenu SDF, il faisait l’objet d’un ordre d’arrestation à la suite d'une vieille condamnation par défaut ; après avoir été secouru, il est dès lors envoyé à la prison de Huy.
Au printemps 2025, Gilbert Bodart s'expatrie au Maroc, où il cherche du travail. Il a aussi pour projet de reprendre un café à Manage.

## Palmarès

### En club
|  |  | Standard de Liège - Championnat de Belgique (2) : - Champion : 1982 et 1983 - Vice-champion : 1993 et 1995 - Coupe de Belgique (2) : - Vainqueur : 1981 et 1993 - Finaliste : 1988 et 1989 - Coupe d'Europe des vainqueurs de coupe : - Finaliste : 1982 |  | Girondins de Bordeaux - Coupe de la Ligue : - Finaliste : 1997 |

### Distinctions personnelles
- Élu Gardien de l'année en 1985, 1986, 1992 et 1995